# Paul Dessau
Paul Dessau (født 19. december 1894 i Hamborg - død 28. juni 1979 i Königs Wusterhausen, Tyskland) var en tysk komponist, dirigent, pianist, violinist og lærer.
Dessau studerede violin på Klindworth-Scharwenka Musikkonservatoriet  i Berlin. Han studerede klaver og komposition i Hamborg, og blev efter første Verdenskrig dirigent på Kammerspillene i Hamborg. Han blev kapelmester ved operahusets orkester i Köln, og i Mainz (1919-1923) og på den Statslige Opera i Berlin (1923-1925) under dirigenter som Otto Klemperer og Bruno Walter.
Dessau har skrevet 2 symfonier, orkesterværker, kammermusik, scenemusik, operaer, vokalmusik, filmmusik, instrumental musik for mange instrumenter. Flygtede fra Nazisterne under anden Verdenskrig først til Frankrig, dernæst USA, hvor han slog sig ned I Hollywood, og blev filmkomponist og skrev musik til film, som feks Walt Disneys tidlige tegnefilm Alice. Dessau slog sig efter anden Verdenskrig igen ned i Tyskland, nærmere Berlin, hvor han blev lærer i komposition på den Statslige Skuespillerskole i Berlin-Oberschöneweide. Han var nær samarbejdspartner og ven med Bertolt Brecht. Dessau var mest kendt for sine operaer og skuespilmusik.

## Udvalgte værker
- Symfoni i en sats (nr. 1) (1926) - for orkester
- Symfoni nr. 2 (1934 rev. 1962) - for orkester
- Orkestermusik nr. 3 "Lenin" (1969) - for kor og orkester
- "Bach variationer" (1963) - for stort orkester
- "Til minde om Bertolt Brecht" (1956-1957) - for stort orkester
- "Lukullus Dom" (1949-1951) - opera (med tekst af Bertolt Brecht)
- "4 Alice Film" (1928-1929) - tegnefilm af Walt Disney
- "Frihed" (1936) - sang
- "International Krig Primer" (1944-1945) - for solister, blandet kor og instrumenter

## Eskterne henvisninger
- om Paul Dessau på www.musicweb-international.com